# Britton of the Seventh
Britton of the Seventh è un film muto del 1916 diretto da Lionel Belmore.
La sceneggiatura si basa sul romanzo Britton of the Seventh: A Romance of Custer and the Great Northwest di Cyrus Townsend Brady, pubblicato a Chicago nel 1914.

## Produzione
Il film fu prodotto dalla Vitagraph Company of America.

## Distribuzione
Distribuito dalla V-L-S-E, il film uscì nelle sale cinematografiche statunitensi il 24 gennaio 1916.
Non si conoscono copie ancora esistenti della pellicola che viene considerata presumibilmente perduta.